# Lijst van olympische medaillewinnaars gewichtheffen
Gewichtheffen is een van de sporten die op de Olympische Spelen worden beoefend. Deze pagina geeft de lijst van olympische medaillewinnaars in deze sport.

## Mannen

### Vedergewicht
- 1920-1936: tot 60 kg
- 1948-1992: 56-60 kg
- 1996: 59-64 kg
- 2000-2016: 56-62 kg
- 2020: 61-67 kg
- 2024: tot 61 kg
| Editie | Goud | Goud                | Zilver | Zilver               | Brons | Brons               |
| ------ | ---- | ------------------- | ------ | -------------------- | ----- | ------------------- |
| 1920   | BEL  | Frans De Haes       | EST    | Alfred Schmidt       | SUI   | Eugène Ryter        |
| 1924   | ITA  | Pierino Gabetti     | AUT    | Andreas Stadler      | SUI   | Arthur Reinmann     |
| 1928   | AUT  | Franz Andrysek      | ITA    | Pierino Gabetti      | GER   | Hans Wölpert        |
| 1932   | FRA  | Raymond Suvigny     | GER    | Hans Wölpert         | USA   | Anthony Terlazzo    |
| 1936   | USA  | Anthony Terlazzo    | EGY    | Saleh Soliman        | EGY   | Ibrahim Shams       |
| 1948   | EGY  | Mahmoud Fayad       | TRI    | Rodney Wilkes        | IRI   | Jaafar Salmasi      |
| 1952   | URS  | Rafael Tsjimisjkjan | URS    | Nikolai Saksonov     | TRI   | Rodney Wilkes       |
| 1956   | USA  | Isaac Berger        | URS    | Jevgeni Minajev      | POL   | Marian Zieliński    |
| 1960   | URS  | Jevgeni Minajev     | USA    | Isaac Berger         | ITA   | Sebastino Mannironi |
| 1964   | JPN  | Yoshinobu Miyake    | USA    | Isaac Berger         | POL   | Mieczysław Nowak    |
| 1968   | JPN  | Yoshinobu Miyake    | URS    | Dito Sjanidze        | JPN   | Yoshiyuki Miyake    |
| 1972   | BUL  | Norair Noerikjan    | URS    | Dito Sjanidze        | HUN   | János Benedek       |
| 1976   | URS  | Nikolai Kolesnikov  | BUL    | Georgi Todorov       | JPN   | Kazumasa Hirai      |
| 1980   | URS  | Viktor Mazin        | BUL    | Stefan Dimitrov      | POL   | Marek Seweryn       |
| 1984   | CHN  | Chen Weiqiang       | ROU    | Gelu Radu            | TPE   | Tsai Wen-Yee        |
| 1988   | TUR  | Naim Süleymanoğlu   | BUL    | Stefan Topoerov      | CHN   | Ye Huanming         |
| 1992   | TUR  | Naim Süleymanoğlu   | BUL    | Nikolai Pesjalov     | CHN   | He Yingqiang        |
| 1996   | TUR  | Naim Süleymanoğlu   | GRE    | Valerios Leonidis    | CHN   | Xiao Jiangang       |
| 2000   | CRO  | Nikolai Pesjalov    | GRE    | Leonidas Sampanis    | BLR   | Gennadi Olesjtsjoek |
| 2004   | CHN  | Shi Zhiyong         | CHN    | Le Maosheng          | VEN   | Israel Jose Rubio   |
| 2008   | CHN  | Zhang Xiangxiang    | COL    | Diego Salazar        | INA   | Triyatno            |
| 2012   | PRK  | Kim Un-guk          | COL    | Óscar Figueroa       | INA   | Eko Yuli Irawan     |
| 2016   | COL  | Óscar Figueroa      | INA    | Eko Yuli Irawan      | KAZ   | Farchad Charki      |
| 2020   | CHN  | Chen Lijun          | COL    | Luis Javier Mosquera | ITA   | Mirko Zanni         |
| 2024   | CHN  | Li Fabin            | THA    | Theerapong Silachai  | USA   | Hampton Morris      |

| Land | Goud | Zilver | Brons |
| ---- | ---- | ------ | ----- |
| CHN  | 5    | 1      | 3     |
| URS  | 4    | 4      | 0     |
| TUR  | 3    | 0      | 0     |
| USA  | 2    | 2      | 2     |
| JPN  | 2    | 0      | 2     |
| COL  | 1    | 3      | 0     |
| ITA  | 1    | 1      | 2     |
| EGY  | 1    | 1      | 1     |
| AUT  | 1    | 1      | 0     |
| BUL  | 1    | 4      | 0     |
| BEL  | 1    | 0      | 0     |
| CRO  | 1    | 0      | 0     |
| FRA  | 1    | 0      | 0     |
| PRK  | 1    | 0      | 0     |
| GRE  | 0    | 2      | 1     |
| INA  | 0    | 1      | 2     |
| GER  | 0    | 1      | 1     |
| TRI  | 0    | 1      | 1     |
| EST  | 0    | 1      | 0     |
| ROU  | 0    | 1      | 0     |
| THA  | 0    | 1      | 0     |
| POL  | 0    | 0      | 3     |
| SUI  | 0    | 0      | 2     |
| BLR  | 0    | 0      | 1     |
| HUN  | 0    | 0      | 1     |
| IRI  | 0    | 0      | 1     |
| KAZ  | 0    | 0      | 1     |
| TPE  | 0    | 0      | 1     |
| VEN  | 0    | 0      | 1     |

Meervoudige medaillewinnaars
| Succesvolste | Meervoudige                                                                      |
| --- | -------------------------------------------------------------------------------- |
| 3-0-0 Naim Süleymanoğlu 2-0-0 Yoshinobu Miyake 1-2-0 Isaac Berger 1-1-0 Óscar Figueroa 1-1-0 Pierino Gabetti 1-1-0 Jevgeni Minajev 1-1-0 / Nikolai Pesjalov 1-0-1 Anthony Terlazzo | 0-2-0 Dito Sjanidze 0-1-1 Eko Yuli Irawan 0-1-1 Rodney Wilkes 0-1-1 Hans Wölpert |

### Lichtgewicht
- 1920-1992: 60-67,5 kg
- 1996: 64-70 kg
- 2000-2016: 62-69 kg
- 2020: tot 67-73 kg
- 2024: tot 61-73 kg
| Editie | Goud    | Goud                     | Zilver | Zilver                    | Brons | Brons                 |
| ------ | ------- | ------------------------ | ------ | ------------------------- | ----- | --------------------- |
| 1920   | EST     | Alfred Neuland           | BEL    | Louis Williquet           | BEL   | Florimond Rooms       |
| 1924   | FRA     | Edmond Décottignies      | AUT    | Anton Zwerina             | TCH   | Bohumil Durdis        |
| 1928   | AUT GER | Hans Haas Kurt Helbig    |        |                           | FRA   | Fernand Arnout        |
| 1932   | FRA     | René Duverger            | AUT    | Hans Haas                 | ITA   | Gastone Pierini       |
| 1936   | AUT EGY | Robert Fein Anwar Mesbah |        |                           | GER   | Karl Jansen           |
| 1948   | EGY     | Ibrahim Shams            | EGY    | Attia Hamouda             | GBR   | James Halliday        |
| 1952   | USA     | Tommy Kono               | URS    | Jevgeni Lopatin           | AUS   | Verdi Barberis        |
| 1956   | URS     | Igor Rybak               | URS    | Rafael Khaboetdinov       | KOR   | Kim Chang-hee         |
| 1960   | URS     | Viktor Boesjoejev        | SIN    | Tan Howe Liang            | IRQ   | Abdul Wahid Aziz      |
| 1964   | POL     | Waldemar Baszanowski     | URS    | Vladimir Kaploenov        | POL   | Marian Zieliński      |
| 1968   | POL     | Waldemar Baszanowski     | IRI    | Parviz Jalayer            | POL   | Marian Zieliński      |
| 1972   | URS     | Moecharby Kirzjinov      | BUL    | Mladen Koetsjev           | POL   | Zbigniew Kaczmarek    |
| 1976   | URS     | Petro Korol              | FRA    | Daniel Senet              | POL   | Kazimierz Czarnecki   |
| 1980   | BUL     | Janko Roessev            | GDR    | Joachim Kunz              | BUL   | Mintsjo Pasjov        |
| 1984   | CHN     | Yao Jingyuan             | ROU    | Andrei Socaci             | FIN   | Jouni Grönman         |
| 1988   | GDR     | Joachim Kunz             | URS    | Israel Militosjan         | CHN   | Li Jinhe              |
| 1992   | EUN     | Israel Militosjan        | BUL    | Joto Jotov                | GER   | Andreas Behm          |
| 1996   | CHN     | Zhan Xugang              | PRK    | Kim Myong-nam             | HUN   | Attila Feri           |
| 2000   | BUL     | Galabin Bojevski         | BUL    | Georgi Markov             | BLR   | Sergei Lavrenov       |
| 2004   | CHN     | Zhang Guozheng           | KOR    | Lee Bae-young             | CRO   | Nikolai Pesjalov      |
| 2008   | CHN     | Liao Hui                 | FRA    | Vencelas Dabaya-Tientcheu | CUB   | Yordanis Borrero      |
| 2012   | CHN     | Lin Qingfeng             | INA    | Triyatno                  | PRK   | Kim Myong-hyok        |
| 2016   | CHN     | Shi Zhiyong              | TUR    | Daniyar Ismayilov         | COL   | Luis Javier Mosquera  |
| 2020   | CHN     | Shi Zhiyong              | VEN    | Julio Mayora              | INA   | Rahmat Erwin Abdullah |
| 2024   | INA     | Rizki Juniansyah         | THA    | Weeraphon Wichuma         | BUL   | Bozhidar Andreev      |

| Land | Goud | Zilver | Brons |
| ---- | ---- | ------ | ----- |
| CHN  | 7    | 0      | 1     |
| URS  | 4    | 4      | 0     |
| BUL  | 2    | 3      | 2     |
| FRA  | 2    | 2      | 1     |
| AUT  | 2    | 2      | 0     |
| EGY  | 2    | 1      | 0     |
| POL  | 2    | 0      | 4     |
| INA  | 1    | 1      | 1     |
| GDR  | 1    | 1      | 0     |
| GER  | 1    | 0      | 2     |
| EST  | 1    | 0      | 0     |
| EUN  | 1    | 0      | 0     |
| USA  | 1    | 0      | 0     |
| BEL  | 0    | 1      | 1     |
| CUB  | 0    | 1      | 1     |
| KOR  | 0    | 1      | 1     |
| PRK  | 0    | 1      | 1     |
| IRI  | 0    | 1      | 0     |
| ROU  | 0    | 1      | 0     |
| SGP  | 0    | 1      | 0     |
| THA  | 0    | 1      | 0     |
| TUR  | 0    | 1      | 0     |
| VEN  | 0    | 1      | 0     |
| AUS  | 0    | 0      | 1     |
| BLR  | 0    | 0      | 1     |
| COL  | 0    | 0      | 1     |
| CRO  | 0    | 0      | 1     |
| FIN  | 0    | 0      | 1     |
| GBR  | 0    | 0      | 1     |
| HUN  | 0    | 0      | 1     |
| IRQ  | 0    | 0      | 1     |
| ITA  | 0    | 0      | 1     |
| TCH  | 0    | 0      | 1     |

Meervoudige medaillewinnaars
| Succesvolste                                                                                              | Meervoudige            |
| --- | ---------------------- |
| 2-0-0 Waldemar Baszanowski 2-0-0 Shi Zhiyong 1-1-0 Hans Haas 1-1-0 Joachim Kunz 1-1-0 / Israel Militosjan | 0-0-2 Marian Zieliński |

### Middengewicht
- 1920-1992: 67,5-75 kg
- 1996: 70-76 kg
- 2000-2016: 69-77 kg
- 2020: 73-81 kg
- 2024: 73-89 kg
| Editie | Goud | Goud                   | Zilver | Zilver               | Brons | Brons                |
| ------ | ---- | ---------------------- | ------ | -------------------- | ----- | -------------------- |
| 1920   | FRA  | Henri Gance            | ITA    | Pietro Bianchi       | SWE   | Albert Pettersson    |
| 1924   | ITA  | Carlo Galimberti       | EST    | Alfred Neuland       | EST   | Jaan Kikkas          |
| 1928   | FRA  | Roger François         | ITA    | Carlo Galimberti     | NED   | Guus Scheffer        |
| 1932   | GER  | Rudolf Ismayr          | ITA    | Carlo Galimberti     | AUT   | Karl Hipfinger       |
| 1936   | EGY  | Khadr El Touni         | GER    | Rudolf Ismayr        | GER   | Adolf Wagner         |
| 1948   | USA  | Frank Spellman         | USA    | Peter George         | KOR   | Kim Sung-jip         |
| 1952   | USA  | Peter George           | CAN    | Gerard Gratton       | KOR   | Kim Sung-jip         |
| 1956   | URS  | Fjodor Bogdanovski     | USA    | Peter George         | ITA   | Ermanno Pignatti     |
| 1960   | URS  | Aleksandr Koerynov     | USA    | Tommy Kono           | HUN   | Győző Veres          |
| 1964   | TCH  | Hans Zdražila          | URS    | Viktor Koerentsov    | JPN   | Masahi Ohuchi        |
| 1968   | URS  | Viktor Koerentsov      | JPN    | Masahi Ohuchi        | HUN   | Károly Bakos         |
| 1972   | BUL  | Jordan Bikov           | LIB    | Mohamed Trabulsi     | ITA   | Anselmo Silvino      |
| 1976   | BUL  | Jordan Mitkov          | URS    | Vartan Militosjan    | GDR   | Peter Wenzel         |
| 1980   | BUL  | Assen Zlatev           | URS    | Aleksandr Pervy      | BUL   | Nedeltsjo Kolev      |
| 1984   | FRG  | Karl-Heinz Radschinsky | CAN    | Jacques Demers       | ROU   | Dragomir Ciorosian   |
| 1988   | BUL  | Borislav Gidikov       | GDR    | Ingo Steinhöfel      | BUL   | Aleksandr Varbanov   |
| 1992   | EUN  | Fjodor Kassapu         | CUB    | Pablo Lara Rodríguez | PRK   | Kim Yang-nam         |
| 1996   | CUB  | Pablo Lara Rodríguez   | BUL    | Joto Jotov           | PRK   | Jon Chol-ho          |
| 2000   | CHN  | Zhan Xugang            | GRE    | Viktor Mitrou        | ARM   | Arsen Melikjan       |
| 2004   | TUR  | Taner Sağır            | KAZ    | Sergej Filimonov     | TUR   | Reyhan Arabacıoğlu   |
| 2008   | KOR  | Sa Jae-hyouk           | CHN    | Li Hongli            | ARM   | Gevorg Davtyan       |
| 2012   | CHN  | Lyu Xiaojun            | CHN    | Lu Haojie            | CUB   | Iván Cambar          |
| 2016   | CHN  | Lyu Xiaojun            | EGY    | Mohamed Mahmoud      | THA   | Chatuphum Chinnawong |
| 2020   | CHN  | Lyu Xiaojun            | DOM    | Zacarías Bonnat      | ITA   | Antonino Pizzolato   |
| 2024   | BUL  | Karlos Nasar           | COL    | Yeison López         | ITA   | Antonino Pizzolato   |

| Land | Goud | Zilver | Brons |
| ---- | ---- | ------ | ----- |
| BUL  | 5    | 1      | 2     |
| CHN  | 4    | 2      | 0     |
| URS  | 3    | 3      | 0     |
| USA  | 2    | 3      | 0     |
| FRA  | 2    | 0      | 0     |
| ITA  | 1    | 3      | 4     |
| CUB  | 1    | 1      | 1     |
| GER  | 1    | 1      | 1     |
| EGY  | 1    | 1      | 0     |
| TUR  | 1    | 0      | 1     |
| EUN  | 1    | 0      | 0     |
| FRG  | 1    | 0      | 0     |
| KOR  | 1    | 0      | 0     |
| TCH  | 1    | 0      | 0     |
| CAN  | 0    | 2      | 0     |
| EST  | 0    | 1      | 1     |
| GDR  | 0    | 1      | 1     |
| JPN  | 0    | 1      | 1     |
| COL  | 0    | 1      | 0     |
| DOM  | 0    | 1      | 0     |
| GRE  | 0    | 1      | 0     |
| KAZ  | 0    | 1      | 0     |
| LIB  | 0    | 1      | 0     |
| ARM  | 0    | 0      | 2     |
| HUN  | 0    | 0      | 2     |
| KOR  | 0    | 0      | 2     |
| PRK  | 0    | 0      | 2     |
| AUT  | 0    | 0      | 1     |
| NED  | 0    | 0      | 1     |
| ROU  | 0    | 0      | 1     |
| SWE  | 0    | 0      | 1     |
| THA  | 0    | 0      | 1     |

Meervoudige medaillewinnaars
| Succesvolste | Meervoudige                                                     |
| --- | --------------------------------------------------------------- |
| 3-0-0 Lyu Xiaojun 1-2-0 Carlo Galimberti 1-2-0 Peter George 1-1-0 Rudolf Ismayr 1-1-0 Viktor Koerentsov 1-1-0 Pablo Lara Rodríguez | 0-1-1 Masahi Ohuchi 0-0-2 Antonino Pizzolato 0-0-2 Kim Sung-jip |

### Zwaargewicht
- 1920-1948: boven 82,5 kg
- 1952-1968: boven 90 kg
- 1972-1976: 90-110 kg
- 1980-1992: 100-110 kg (Zwaar II)
- 1996: 99-108 kg (Zwaar II)
- 2000-2016: 94-105 kg
- 2020: 96-109 kg
- 2020: 89-102 kg
| Editie | Goud | Goud                | Zilver | Zilver              | Brons | Brons                |
| ------ | ---- | ------------------- | ------ | ------------------- | ----- | -------------------- |
| 1920   | ITA  | Filippo Bottino     | LUX    | Joseph Alzin        | FRA   | Louis Bernot         |
| 1924   | ITA  | Giuseppe Tonani     | AUT    | Franz Aigner        | EST   | Harald Tammer        |
| 1928   | GER  | Josef Straßberger   | EST    | Arnold Luhaäär      | TCH   | Jaroslav Skobla      |
| 1932   | TCH  | Jaroslav Skobla     | TCH    | Václav Pšenička     | GER   | Josef Straßberger    |
| 1936   | GER  | Josef Manger        | TCH    | Václav Pšenička     | EST   | Arnold Luhaäär       |
| 1948   | USA  | John Davis          | USA    | Norbert Schemansky  | NED   | Bram Charité         |
| 1952   | USA  | John Davis          | USA    | James Bradford      | ARG   | Humberto Selvetti    |
| 1956   | USA  | Paul Anderson       | ARG    | Humberto Selvetti   | ITA   | Alberto Pigaiani     |
| 1960   | URS  | Joeri Vlasov        | USA    | James Bradford      | USA   | Norbert Schemansky   |
| 1964   | URS  | Leonid Zjabotinski  | URS    | Joeri Vlasov        | USA   | Norbert Schemansky   |
| 1968   | URS  | Leonid Zjabotinski  | BEL    | Serge Reding        | USA   | Joe Dube             |
| 1972   | URS  | Jaan Talts          | BUL    | Aleksandr Kraitsjev | GDR   | Stefan Grützner      |
| 1976   | URS  | Joeri Zaitsev       | BUL    | Krastio Semerdzjiev | POL   | Tadeusz Rutkowski    |
| 1980   | URS  | Leonid Taranenko    | BUL    | Valentin Khristov   | HUN   | György Szalai        |
| 1984   | ITA  | Norberto Oberburger | ROU    | Stefan Tasnadi      | USA   | Guy Carlton          |
| 1988   | URS  | Joeri Zakharevitsj  | HUN    | József Jacsó        | GDR   | Ronny Weller         |
| 1992   | GER  | Ronny Weller        | EUN    | Artoer Akojev       | BUL   | Stefan Botev         |
| 1996   | UKR  | Timoer Taimazov     | RUS    | Sergej Syrtsov      | ROU   | Nicu Vlad            |
| 2000   | IRI  | Hossein Tavakoli    | BUL    | Alan Tsagajev       | QAT   | Said Saif Asaad      |
| 2004   | RUS  | Dmitri Berestov     | UKR    | Igor Razoronov      | RUS   | Gleb Pisarevskij     |
| 2008   | BLR  | Andrei Aramnau      | RUS    | Dmitri Klokov       | POL   | Marcin Dołęga        |
| 2012   | IRI  | Navab Nassirshalal  | POL    | Bartłomiej Bonk     | UZB   | Ivan Efremov         |
| 2016   | UZB  | Roeslan Noeroedinov | ARM    | Simon Martirosjan   | KAZ   | Aleksandr Zaitsjikov |
| 2020   | UZB  | Akbar Djoerajev     | ARM    | Simon Martirosjan   | LAT   | Artūrs Plēsnieks     |
| 2024   | CHN  | Liu Huanhua         | UZB    | Akbar Djoerajev     | AIN   | Yauheni Tsikhantsou  |

| Land | Goud | Zilver | Brons |
| ---- | ---- | ------ | ----- |
| URS  | 7    | 1      | 0     |
| USA  | 3    | 3      | 4     |
| GER  | 3    | 0      | 1     |
| ITA  | 3    | 0      | 1     |
| UZB  | 2    | 0      | 1     |
| IRI  | 2    | 0      | 0     |
| RUS  | 1    | 2      | 1     |
| TCH  | 1    | 2      | 1     |
| UKR  | 1    | 1      | 0     |
| BLR  | 1    | 0      | 0     |
| CHN  | 1    | 0      | 0     |
| BUL  | 0    | 4      | 1     |
| ARM  | 0    | 2      | 0     |
| EST  | 0    | 1      | 2     |
| ARG  | 0    | 1      | 1     |
| POL  | 0    | 1      | 2     |
| HUN  | 0    | 1      | 1     |
| ROU  | 0    | 1      | 1     |
| AUT  | 0    | 1      | 0     |
| BEL  | 0    | 1      | 0     |
| EUN  | 0    | 1      | 0     |
| LUX  | 0    | 1      | 0     |
| GDR  | 0    | 0      | 2     |
| FRA  | 0    | 0      | 1     |
| KAZ  | 0    | 0      | 1     |
| LAT  | 0    | 0      | 1     |
| NED  | 0    | 0      | 1     |
| QAT  | 0    | 0      | 1     |

Meervoudige medaillewinnaars
| Succesvolste                                                                             | Meervoudige                                                  | |
| ---------------------------------------------------------------------------------------- | ------------------------------------------------------------ | --- |
| 2-0-0 John Davis 2-0-0 Leonid Zjabotinski 1-1-0 Joeri Vlasov 1-0-1 Jaroslav Skobla 1-1-0 | Akbar Djoerajev 1-0-1 Josef Straßberger 1-0-1 / Ronny Weller | 0-2-0 James Bradford 0-2-0 Simon Martirosjan 0-2-0 Václav Pšenička 0-1-2 Norbert Schemansky 0-1-1 Arnold Luhaäär 0-1-1 Humberto Selvetti |

### Superzwaargewicht
- 1972-1992: boven 110 kg
- 1996: boven 108 kg
- 2000-2016: boven 105 kg
- 2020: boven 109 kg
- 2024: boven 102 kg
| Editie | Goud | Goud                  | Zilver | Zilver               | Brons | Brons              |
| ------ | ---- | --------------------- | ------ | -------------------- | ----- | ------------------ |
| 1972   | URS  | Vasili Aleksejev      | FRG    | Rudolf Mang          | GDR   | Gerd Bonk          |
| 1976   | URS  | Vasili Aleksejev      | GDR    | Gerd Bonk            | GDR   | Helmut Losch       |
| 1980   | URS  | Soeltan Rachmanov     | GDR    | Jürgen Heuser        | POL   | Tadeusz Rutkowski  |
| 1984   | AUS  | Dean Lukin            | USA    | Mario Martinez       | FRG   | Manfred Nerlinger  |
| 1988   | URS  | Aleksandr Koerlovitsj | FRG    | Manfred Nerlinger    | FRG   | Martin Zawieja     |
| 1992   | EUN  | Aleksandr Koerlovitsj | EUN    | Leonid Taranenko     | GER   | Manfred Nerlinger  |
| 1996   | RUS  | Andrej Sjemerkin      | GER    | Ronny Weller         | AUS   | Stefan Botev       |
| 2000   | IRI  | Hossein Reza Zadeh    | GER    | Ronny Weller         | RUS   | Andrej Sjemerkin   |
| 2004   | IRI  | Hossein Reza Zadeh    | LAT    | Viktors Ščerbatihs   | BUL   | Velichko Cholakov  |
| 2008   | GER  | Matthias Steiner      | RUS    | Jevgeni Tsjigisjev   | LAT   | Viktors Ščerbatihs |
| 2012   | IRI  | Behdad Salimi         | IRI    | Sajjad Anoushiravani | KOR   | Jeon Sang-guen     |
| 2016   | GEO  | Lasja Talachadze      | ARM    | Gor Minasyan         | GEO   | Irakli Turmanidze  |
| 2020   | GEO  | Lasja Talachadze      | IRI    | Ali Davoudi          | SYR   | Man Asaad          |
| 2024   | GEO  | Lasja Talachadze      | ARM    | Varazdat Lalayan     | BRN   | Gor Minasyan       |

| Land | Goud | Zilver | Brons |
| ---- | ---- | ------ | ----- |
| URS  | 4    | 0      | 0     |
| IRI  | 3    | 2      | 0     |
| GEO  | 3    | 0      | 1     |
| GER  | 1    | 2      | 1     |
| RUS  | 1    | 1      | 1     |
| EUN  | 1    | 1      | 0     |
| AUS  | 1    | 0      | 1     |
| FRG  | 0    | 2      | 2     |
| GDR  | 0    | 2      | 2     |
| ARM  | 0    | 2      | 0     |
| LAT  | 0    | 1      | 1     |
| USA  | 0    | 1      | 0     |
| BRN  | 0    | 0      | 1     |
| BUL  | 0    | 0      | 1     |
| KOR  | 0    | 0      | 1     |
| POL  | 0    | 0      | 1     |
| SYR  | 0    | 0      | 1     |

Meervoudige medaillewinnaars
| Succesvolste | Meervoudige                                                                           |
| --- | ------------------------------------------------------------------------------------- |
| 3-0-0 Lasja Talachadze 2-0-0 Vasili Aleksejev 2-0-0 Hossein Reza Zadeh 2-0-0 / Aleksandr Koerlovitsj 1-0-1 Andrej Sjemerkin | 0-2-0 Ronny Weller 0-1-2 / Manfred Nerlinger 0-1-1 Gerd Bonk 0-1-1 Viktors Ščerbatihs |

## Vrouwen

### Vlieggewicht
- 2000-2016 tot 48 kg
- 2020-2024 tot 49 kg
| Editie | Goud | Goud           | Zilver | Zilver                | Brons | Brons               |
| ------ | ---- | -------------- | ------ | --------------------- | ----- | ------------------- |
| 2000   | USA  | Tara Nott      | INA    | Raema Lisa Rumbewas   | INA   | Sri Indriyani       |
| 2004   | TUR  | Nurcan Taylan  | CHN    | Li Zhuo               | THA   | Aree Wiratthaworn   |
| 2008   | TPE  | Chen Wei Ling  | KOR    | Im Jyoung-hwa         | THA   | Pensiri Laosirikul  |
| 2012   | CHN  | Wang Mingjuan  | JPN    | Hiromi Miyake         | PRK   | Ryang Chun-hwa      |
| 2016   | THA  | Sopita Tanasan | IND    | Sri Wahyuni Agustiani | JPN   | Hiromi Miyake       |
| 2020   | CHN  | Hou Zhihui     | IND    | Saikhom Mirabai Chanu | INA   | Windy Cantika Aisah |
| 2024   | CHN  | Hou Zhihui     | ROU    | Mihaela Cambei        | THA   | Surodchana Khambao  |

| Land | Goud | Zilver | Brons |
| ---- | ---- | ------ | ----- |
| CHN  | 3    | 1      | 0     |
| THA  | 1    | 0      | 3     |
| TPE  | 1    | 0      | 0     |
| TUR  | 1    | 0      | 0     |
| USA  | 1    | 0      | 0     |
| IND  | 0    | 2      | 0     |
| INA  | 0    | 1      | 2     |
| JPN  | 0    | 1      | 1     |
| ROU  | 0    | 1      | 0     |
| PRK  | 0    | 0      | 1     |

Meervoudige medaillewinnaars
| Succesvolste     | Meervoudige         |
| ---------------- | ------------------- |
| 2-0-0 Hou Zhihui | 0-1-1 Hiromi Miyake |

### Lichtgewicht
- 2000-2016 tot 58 kg
- 2020-2024 tot 59 kg
| Editie | Goud | Goud                    | Zilver | Zilver           | Brons | Brons             |
| ------ | ---- | ----------------------- | ------ | ---------------- | ----- | ----------------- |
| 2000   | MEX  | Soraya Jimenez Mendivil | PRK    | Ri Song-hui      | THA   | Khassaraporn Suta |
| 2004   | CHN  | Chen Yanqing            | PRK    | Ri Song-hui      | THA   | Wandee Kameaim    |
| 2008   | CHN  | Chen Yanqing            | PRK    | O Jong-ae        | THA   | Wandee Kameaim    |
| 2012   | CHN  | Li Xueying              | THA    | Pimsiri Sirikaew | THA   | Rattikan Gulnoi   |
| 2016   | THA  | Sukanya Srisurat        | THA    | Pimsiri Sirikaew | TPE   | Kuo Hsing-chun    |
| 2020   | TPE  | Kuo Hsing-chun          | TKM    | Polina Goerjeva  | JPN   | Mikiko Andoh      |
| 2024   | CHN  | Luo Shifang             | CAN    | Maude Charron    | TPE   | Kuo Hsing-chun    |

| Land | Goud | Zilver | Brons |
| ---- | ---- | ------ | ----- |
| CHN  | 3    | 0      | 0     |
| THA  | 1    | 2      | 4     |
| TPE  | 1    | 0      | 1     |
| MEX  | 1    | 0      | 0     |
| PRK  | 0    | 3      | 0     |
| TKM  | 0    | 1      | 0     |
| JPN  | 0    | 0      | 1     |

Meervoudige medaillewinnaars
| Succesvolste                            | Meervoudige                                                   |
| --------------------------------------- | ------------------------------------------------------------- |
| 2-0-0 Chen Yanqing 1-1-1 Kuo Hsing-chun | 0-2-0 Ri Song-hui 0-2-0 Pimsiri Sirikaew 0-0-2 Wandee Kameaim |

### Lichtzwaargewicht
- 2000-2016 tot 69 kg
- 2020 tot 76 kg
- 2024 tot 71 kg
| Editie | Goud | Goud           | Zilver | Zilver                 | Brons | Brons             |
| ------ | ---- | -------------- | ------ | ---------------------- | ----- | ----------------- |
| 2000   | CHN  | Lin Weining    | HUN    | Erzsébet Márkus        | IND   | Karnam Malleswari |
| 2004   | CHN  | Liu Chunhong   | HUN    | Eszter Krutzler        | RUS   | Zarema Kasaeva    |
| 2008   | RUS  | Oxana Slivenko | COL    | Leydi Solís            | EGY   | Abeer Abdelrahman |
| 2012   | PRK  | Rim Jong-sim   | KAZ    | Anna Noermoechambetova | COL   | Ubaldina Valoyes  |
| 2016   | CHN  | Xiang Yanmei   | KAZ    | Zjazira Zjapparkoel    | EGY   | Sara Ahmed        |
| 2020   | ECU  | Neisi Dajomes  | USA    | Katherine Nye          | MEX   | Aremi Fuentes     |
| 2024   | USA  | Olivia Reeves  | COL    | Mari Sánchez           | ECU   | Angie Palacios    |

| Land | Goud | Zilver | Brons |
| ---- | ---- | ------ | ----- |
| CHN  | 3    | 0      | 0     |
| USA  | 1    | 1      | 0     |
| RUS  | 1    | 0      | 1     |
| ECU  | 1    | 0      | 0     |
| PRK  | 1    | 0      | 0     |
| COL  | 0    | 2      | 1     |
| HUN  | 0    | 2      | 0     |
| KAZ  | 0    | 2      | 0     |
| EGY  | 0    | 0      | 2     |
| ECU  | 0    | 0      | 1     |
| IND  | 0    | 0      | 1     |
| MEX  | 0    | 0      | 1     |
| UKR  | 0    | 0      | 1     |

### Zwaargewicht
- 2000-2016 tot 75 kg
- 2020 tot 87 kg
- 20240 tot 81 kg
| Editie | Goud | Goud            | Zilver | Zilver              | Brons | Brons            |
| ------ | ---- | --------------- | ------ | ------------------- | ----- | ---------------- |
| 2000   | COL  | María Urrutia   | NGR    | Ruth Ogbeifo        | TPE   | Kuo Yi-Hang      |
| 2004   | THA  | Pawina Thongsuk | RUS    | Natalja Zabolotnaja | RUS   | Valentina Popova |
| 2008   | KAZ  | Alla Vazhenina  | ESP    | Lidia Valentin      | MEX   | Damaris Aguirre  |
| 2012   | ESP  | Lidia Valentin  | EGY    | Abeer Abdelrahman   | CMR   | Madias Nzesso    |
| 2016   | PRK  | Rim Jong-sim    | BLR    | Darya Naumava       | ESP   | Lidia Valentín   |
| 2020   | CHN  | Wang Zhouyu     | ECU    | Tamara Salazar      | DOM   | Crismery Santana |
| 2024   | NOR  | Solfrid Koanda  | EGY    | Sara Ahmed          | ECU   | Neisi Dajomes    |

| Land | Goud | Zilver | Brons |
| ---- | ---- | ------ | ----- |
| ESP  | 1    | 1      | 1     |
| CHN  | 1    | 0      | 0     |
| KAZ  | 1    | 0      | 0     |
| COL  | 1    | 0      | 0     |
| NOR  | 1    | 0      | 0     |
| PRK  | 1    | 0      | 0     |
| THA  | 1    | 0      | 0     |
| EGY  | 0    | 2      | 0     |
| RUS  | 0    | 1      | 2     |
| ECU  | 0    | 1      | 1     |
| BLR  | 0    | 1      | 0     |
| NGR  | 0    | 1      | 0     |
| CMR  | 0    | 0      | 1     |
| DOM  | 0    | 0      | 1     |
| MEX  | 0    | 0      | 1     |
| TPE  | 0    | 0      | 1     |

Meervoudige medaillewinnaars
| Succesvolste         | Meervoudige |
| -------------------- | ----------- |
| 1-1-1 Lidia Valentín |             |

### Superzwaargewicht
- 2000-2016 boven 75 kg
- 2020 boven 87 kg
- 2024 boven 81 kg
| Editie | Goud | Goud          | Zilver | Zilver            | Brons | Brons          |
| ------ | ---- | ------------- | ------ | ----------------- | ----- | -------------- |
| 2000   | CHN  | Ding Meiyuan  | POL    | Agata Wróbel      | USA   | Cheryl Haworth |
| 2004   | CHN  | Tang Gonghong | KOR    | Jang Mi-ran       | POL   | Agata Wróbel   |
| 2008   | KOR  | Jang Mi-ran   | SAM    | Ele Opeloge       | NGR   | Maryam Usman   |
| 2012   | CHN  | Zhou Lulu     | RUS    | Tatjana Kasjirina | KOR   | Jang Mi-ran    |
| 2016   | CHN  | Meng Suping   | PRK    | Kim Kuk-hyang     | USA   | Sarah Robles   |
| 2020   | CHN  | Li Wenwen     | GBR    | Emily Campbell    | USA   | Sarah Robles   |
| 2024   | CHN  | Li Wenwen     | KOR    | Park Hye-jeong    | GBR   | Emily Campbell |

| Land | Goud | Zilver | Brons |
| ---- | ---- | ------ | ----- |
| CHN  | 6    | 0      | 0     |
| KOR  | 1    | 2      | 1     |
| POL  | 0    | 1      | 1     |
| GBR  | 0    | 1      | 1     |
| PRK  | 0    | 1      | 0     |
| RUS  | 0    | 1      | 0     |
| SAM  | 0    | 1      | 0     |
| USA  | 0    | 0      | 3     |
| NGR  | 0    | 0      | 1     |

Meervoudige medaillewinnaars
| Succesvolste      | Meervoudige                                                |
| ----------------- | ---------------------------------------------------------- |
| 1-1-1 Jang Mi-ran | 0-1-1 Emily Campbell 0-1-1 Agata Wróbel 0-0-2 Sarah Robles |

## Medaillewinnaars in verschillende klassen
| Succesvolste | Succesvolste | Meervoudige | Meervoudige                                                                                                  |
| Mannen | Mannen | Mannen | Mannen |
| --- | --- | --- | --- |
| 3-0-0 / Akakios (Kakhi) Kakhiashvilis 3-0-0 Halil Mutlu 2-1-0 Tommy Kono 2-1-0 Yoshinobu Miyake 2-0-1 Arkadi Vorobjov 2-0-0 Norair Noerikjan 2-0-0 Zhan Xugang 1-2-1 / Ronny Weller 1-1-2 Nikolai Pesjalov 1-1-2 Norbert Schemansky 1-1-1 Mohammad Nassiri 1-1-1 Nicu Vlad | 1-1-0 Chun Byung-kwan 1-1-0 Launceston Elliot * 1-1-0 Viggo Jensen * 1-1-0 / Anatoli Khrapaty 1-1-0 Trofim Lomakin 1-1-0 Alfred Neuland 1-1-0 Oscar Osthoff ** 1-1-0 Timoer Taimazov 1-1-0 Jaan Talts 1-1-0 / Leonid Taranenko 1-0-1 Péter Baczakó 1-0-1 Ireneusz Paliński 1-0-1 Ibrahim Shams 1-0-1 Zhang Xiangxiang | 0-2-0 Joto Jotov 0-2-0 Leonidas Sampanis 0-2-0 / Sergej Syrtsov 0-1-2 Eko Yuli Irawan 0-1-1 He Yingqiang 0-1-1 Triyatno | 0-0-3 Marian Zieliński 0-0-2 / Stefan Botev 0-0-2 Frank Kungler ** 0-0-2 Tadeusz Rutkowski 0-0-2 Győző Veres |
| Vrouwen | | | |
| 2-0-0 Rim Jong-sim | 1-0-1 Valentina Popova | 0-2-0 Raema Lisa Rumbewas                                                                                               | |

* beide in 1896; ** beide in 1904

## Afgevoerde onderdelen

### 1896+1904
| Editie | Onderdeel                         | Goud | Goud              | Zilver | Zilver            | Brons | Brons                   |
| ------ | --------------------------------- | ---- | ----------------- | ------ | ----------------- | ----- | ----------------------- |
| 1896   | Eénhandig heffen (m)              | GBR  | Launceston Elliot | DEN    | Viggo Jensen      | GRE   | Alexandros Nikolopoulos |
| 1896   | Tweehandig heffen (m)             | DEN  | Viggo Jensen      | GBR    | Launceston Elliot | GRE   | Sotirios Versis         |
| 1904   | Eénhandig 10 halteroefeningen (m) | USA  | Oscar Osthoff     | USA    | Frederick Winters | USA   | Frank Kungler           |
| 1904   | Tweehandig heffen (m)             | GRE  | Perikles Kakousis | USA    | Oscar Osthoff     | USA   | Frank Kungler           |

### Bantamgewicht (m)
- 1948-1968: tot 56 kg
- 1972-1992: 52-56 kg
- 1996: 54-59 kg
- 2000-2016: tot 56 kg
- 2020: tot 61 kg
| Editie | Goud | Goud                | Zilver | Zilver            | Brons | Brons              |
| ------ | ---- | ------------------- | ------ | ----------------- | ----- | ------------------ |
| 1948   | USA  | Joseph Di Pietro    | GBR    | Julian Creus      | USA   | Richard Tom        |
| 1952   | URS  | Ivan Oedodov        | IRI    | Mahmoud Namdjou   | IRI   | Ali Mirzai         |
| 1956   | USA  | Charles Vinci       | URS    | Vladimir Stogov   | IRI   | Mahmoud Namdjou    |
| 1960   | USA  | Charles Vinci       | JPN    | Yoshinobu Miyake  | IRI   | Esmail Elm-Khah    |
| 1964   | URS  | Aleksej Vachonin    | HUN    | Imre Földi        | JPN   | Shiro Ichinoseki   |
| 1968   | IRI  | Mohammad Nassiri    | HUN    | Imre Földi        | POL   | Henryk Trębicki    |
| 1972   | HUN  | Imre Földi          | IRI    | Mohammad Nassiri  | URS   | Gennadi Tsjetin    |
| 1976   | BUL  | Norair Noerikjan    | POL    | Grzegorz Cziura   | JPN   | Kenkichi Ando      |
| 1980   | CUB  | Daniel Nuñez Aguiar | URS    | Joerik Sarkisjan  | POL   | Tadeusz Dembończyk |
| 1984   | CHN  | Wu Shude            | CHN    | Lai Runming       | JPN   | Masahiro Kotaka    |
| 1988   | URS  | Oksen Mirzojan      | CHN    | He Yingqiang      | CHN   | Liu Shoubin        |
| 1992   | KOR  | Chun Byung-kwan     | CHN    | Liu Shoubin       | CHN   | Luo Jianming       |
| 1996   | CHN  | Tang Lingsheng      | GRE    | Leonidas Sampanis | BUL   | Nikolai Pesjalov   |
| 2000   | TUR  | Halil Mutlu         | CHN    | Wu Wenxiong       | CHN   | Zhang Xiangxiang   |
| 2004   | TUR  | Halil Mutlu         | CHN    | Wu Meijin         | TUR   | Sedat Artuç        |
| 2008   | CHN  | Long Qingquan       | VIE    | Hoàng Anh Tuấn    | INA   | Eko Yuli Irawan    |
| 2012   | PRK  | Om Yun-chol         | CHN    | Wu Jingbiao       | VIE   | Tran Le Quoc Toan  |
| 2016   | CHN  | Long Qingquan       | PRK    | Om Yun-chol       | THA   | Sinphet Kruaithong |
| 2020   | CHN  | Li Fabin            | INA    | Eko Yuli Irawan   | KAZ   | Igor Son           |

| Land | Goud | Zilver | Brons |
| ---- | ---- | ------ | ----- |
| CHN  | 5    | 6      | 3     |
| URS  | 3    | 2      | 1     |
| USA  | 3    | 0      | 1     |
| TUR  | 2    | 0      | 1     |
| IRI  | 1    | 2      | 3     |
| HUN  | 1    | 2      | 0     |
| PRK  | 1    | 1      | 0     |
| BUL  | 1    | 0      | 1     |
| CUB  | 1    | 0      | 0     |
| KOR  | 1    | 0      | 0     |
| JPN  | 0    | 1      | 3     |
| POL  | 0    | 1      | 2     |
| INA  | 0    | 1      | 1     |
| VIE  | 0    | 1      | 1     |
| GBR  | 0    | 1      | 0     |
| GRE  | 0    | 1      | 0     |
| KAZ  | 0    | 0      | 1     |
| THA  | 0    | 0      | 1     |

Meervoudige medaillewinnaars
| Succesvolste | Meervoudige                                                   |
| --- | ------------------------------------------------------------- |
| 2-0-0 Long Qingquan 2-0-0 Halil Mutlu 2-0-0 Charles Vinci 1-2-0 Imre Földi 1-1-0 Mohammad Nassiri 1-1-0 Om Yun-chol | 0-1-1 Liu Shoubin 0-1-1 Eko Yuli Irawan 0-1-1 Mahmoud Namdjou |

### Vlieggewicht (m)
- 1972-1992: tot 52 kg
- 1996: tot 54 kg
| Editie | Goud | Goud                | Zilver | Zilver          | Brons | Brons              |
| ------ | ---- | ------------------- | ------ | --------------- | ----- | ------------------ |
| 1972   | POL  | Zygmunt Smalcerz    | HUN    | Lajos Szűcs     | HUN   | Sándor Holczreiter |
| 1976   | URS  | Aleksandr Voronin   | HUN    | György Kőszegi  | IRI   | Mohammad Nassiri   |
| 1980   | URS  | Kanybek Osmonalijev | PRK    | Ho Bong-choi    | PRK   | Han Gyong-si       |
| 1984   | CHN  | Zeng Guoqiang       | CHN    | Zhou Peishun    | JPN   | Kazushito Manabe   |
| 1988   | BUL  | Sevdalin Marinov    | KOR    | Chun Byung-kwan | CHN   | He Zhuoqiang       |
| 1992   | BUL  | Ivan Ivanov         | CHN    | Lin Qisheng     | ROU   | Traian Cihărean    |
| 1996   | TUR  | Halil Mutlu         | CHN    | Zhang Xiangsen  | BUL   | Sevdalin Mintsjev  |

### Lichtzwaargewicht (m)
- 1920-1992: 75-82,5 kg (1920-1948: Halfzwaargewicht)
- 1996: 76-83 kg
- 2000-2016: 77-85 kg
| Editie | Goud | Goud                | Zilver | Zilver                    | Brons          | Brons             |
| ------ | ---- | ------------------- | ------ | ------------------------- | -------------- | ----------------- |
| 1920   | FRA  | Ernest Cadine       | SUI    | Fritz Hünenberger         | SWE            | Erik Pettersson   |
| 1924   | FRA  | Charles Rigoulot    | SUI    | Fritz Hünenberger         | AUT            | Leopold Friedrich |
| 1928   | EGY  | El Sayed Nosseir    | FRA    | Louis Hostin              | NED            | Jan Verheijen     |
| 1932   | FRA  | Louis Hostin        | DEN    | Svend Olsen               | USA            | Henry Duey        |
| 1936   | FRA  | Louis Hostin        | GER    | Eugen Deutsch             | EGY            | Ibrahim Wasif     |
| 1948   | USA  | Stanley Stanczyk    | USA    | Harold Sakata             | SWE            | Gösta Magnusson   |
| 1952   | URS  | Trofim Lomakin      | USA    | Stanley Stanczyk          | URS            | Arkadi Vorobjov   |
| 1956   | USA  | Tommy Kono          | URS    | Vassili Stepanov          | USA            | James George      |
| 1960   | POL  | Ireneusz Paliński   | USA    | James George              | POL            | Jan Bochenek      |
| 1964   | URS  | Rudolf Pljoekfelder | HUN    | Géza Tóth                 | HUN            | Győző Veres       |
| 1968   | URS  | Boris Selitski      | URS    | Vladimir Beljajev         | POL            | Norbert Ozimek    |
| 1972   | NOR  | Leif Jenssen        | POL    | Norbert Ozimek            | HUN            | György Horvath    |
| 1976   | URS  | Valery Sjary        | BUL    | Trendafil Stoitsjev       | HUN            | Péter Baczakó     |
| 1980   | URS  | Joerik Vardanjan    | BUL    | Blagoj Blagojev           | TCH            | Dušan Poliačik    |
| 1984   | ROU  | Petre Becheru       | AUS    | Robert Kabbas             | JPN            | Ryoji Isaoka      |
| 1988   | URS  | Israil Arsamakov    | HUN    | István Messzi             | KOR            | Lee Hyung-kun     |
| 1992   | GRE  | Pyrros Dimas        | POL    | Krzysztof Siemion         | niet toegekend | niet toegekend    |
| 1996   | GRE  | Pyrros Dimas        | GER    | Marc Huster               | POL            | Andrzej Cofalik   |
| 2000   | GRE  | Pyrros Dimas        | GER    | Marc Huster               | GEO            | Giorgi Asanidze   |
| 2004   | GEO  | Giorgi Asanidze     | BLR    | Andrej Rybakou            | GRE            | Pyrros Dimas      |
| 2008   | CHN  | Lu Yong             | ARM    | Tigran Vardan Martirosyan | CUB            | Jadier Valladares |
| 2012   | POL  | Adrian Zieliński    | IRI    | Kianoush Rostami          | EGY            | Tarek Yehia       |
| 2016   | IRI  | Kianoush Rostami    | CHN    | Tian Tao                  | KAZ            | Denis Ulanov      |

| Land | Goud | Zilver | Brons |
| ---- | ---- | ------ | ----- |
| URS  | 6    | 2      | 1     |
| FRA  | 4    | 1      | 0     |
| GRE  | 3    | 0      | 1     |
| USA  | 2    | 3      | 2     |
| POL  | 2    | 2      | 3     |
| CHN  | 1    | 1      | 0     |
| IRI  | 1    | 1      | 0     |
| EGY  | 1    | 0      | 2     |
| GEO  | 1    | 0      | 0     |
| NOR  | 1    | 0      | 0     |
| ROU  | 1    | 0      | 0     |
| GER  | 0    | 3      | 0     |
| HUN  | 0    | 2      | 3     |
| BUL  | 0    | 2      | 0     |
| SUI  | 0    | 2      | 0     |
| ARM  | 0    | 1      | 0     |
| AUS  | 0    | 1      | 0     |
| BLR  | 0    | 1      | 0     |
| DEN  | 0    | 1      | 0     |
| SWE  | 0    | 0      | 2     |
| AUT  | 0    | 0      | 1     |
| CUB  | 0    | 0      | 1     |
| GEO  | 0    | 0      | 1     |
| JPN  | 0    | 0      | 1     |
| KAZ  | 0    | 0      | 1     |
| KOR  | 0    | 0      | 1     |
| NED  | 0    | 0      | 1     |
| TCH  | 0    | 0      | 1     |

1. ↑  1992: De bronzenmedaillewinnaar Ibragim Samadov (EUN) werd gediskwalificeerd nadat hij tijdens de medaille uitreiking zijn gewonnen bronzen medaille op de grond wierp en het podium verliet. Dit deed hij uit protest tegen de tie-break regel, die bepaalde dat de lichtste deelnemer bij een gelijke prestatie hoger wordt geklasseerd.

Meervoudige medaillewinnaars
| Succesvolste                                                                       | Meervoudige                                                                                              |
| ---------------------------------------------------------------------------------- | --- |
| 3-0-1 Pyrros Dimas 2-1-0 Louis Hostin 1-1-0 Stanley Stanczyk 1-0-1 Giorgi Asanidze | 0-2-0 Fritz Hünenberger 0-2-0 Marc Huster 0-1-1 James George 0-1-1 Norbert Ozimek 1-0-1 Kianoush Rostami |

### Middenzwaargewicht (m)
- 1952-1992: 82,5-90 kg
- 1996: 83-91 kg
- 2000-2016: 85-94 kg
- 2020: 81-96 kg
| Editie | Goud | Goud                  | Zilver | Zilver              | Brons | Brons                 |
| ------ | ---- | --------------------- | ------ | ------------------- | ----- | --------------------- |
| 1952   | USA  | Norbert Schemansky    | URS    | Grigori Novak       | TRI   | Lennox Kilgour        |
| 1956   | URS  | Arkadi Vorobjov       | USA    | David Sheppard      | FRA   | Jean Debuf            |
| 1960   | URS  | Arkadi Vorobjov       | URS    | Trofim Lomakin      | GBR   | Louis Martin          |
| 1964   | URS  | Vladimir Golovanov    | GBR    | Louis Martin        | POL   | Ireneusz Paliński     |
| 1968   | FIN  | Kaarlo Kangasniemi    | URS    | Jaan Talts          | POL   | Marek Gołąb           |
| 1972   | BUL  | Andon Nikolov         | BUL    | Atanas Sjopov       | SWE   | Hans Bettembourg      |
| 1976   | URS  | David Rigert          | USA    | Lee James           | BUL   | Atanas Sjopov         |
| 1980   | HUN  | Péter Baczakó         | BUL    | Roemen Aleksandrov  | GDR   | Frank Mantek          |
| 1984   | ROU  | Nicu Vlad             | ROU    | Dumitru Petre       | GBR   | David Mercer          |
| 1988   | URS  | Anatoli Khrapaty      | URS    | Nail Moekhamedjarov | POL   | Sławomir Zawada       |
| 1992   | EUN  | Kakhi Kakhiashvili    | EUN    | Sergej Syrtsov      | POL   | Sergiusz Wołczaniecki |
| 1996   | RUS  | Aleksej Petrov        | GRE    | Leonidas Kokas      | GER   | Oliver Caruso         |
| 2000   | GRE  | Akakios Kakhiashvilis | POL    | Szymon Kołecki      | RUS   | Aleksej Petrov        |
| 2004   | BUL  | Milen Dobrev          | RUS    | Khadjimourad Akkaev | RUS   | Eduard Tjukin         |
| 2008   | POL  | Szymon Kołecki        | GEO    | Arsen Kasabiev      | CUB   | Yoandry Hernández     |
| 2012   | IRI  | Saeid Mohammadpour    | KOR    | Kim Min-jae         | POL   | Tomasz Zieliński      |
| 2016   | IRI  | Sohrab Moradi         | BLR    | Vadzim Straltsov    | LTU   | Aurimas Didžbalis     |
| 2020   | QAT  | Fares El-Bakh         | VEN    | Keydomar Vallenilla | GEO   | Anton Pliesnoi        |

| Land | Goud | Zilver | Brons |
| ---- | ---- | ------ | ----- |
| URS  | 5    | 4      | 0     |
| BUL  | 2    | 2      | 1     |
| IRI  | 2    | 0      | 0     |
| USA  | 1    | 2      | 0     |
| POL  | 1    | 1      | 5     |
| RUS  | 1    | 1      | 2     |
| EUN  | 1    | 1      | 0     |
| GRE  | 1    | 1      | 0     |
| ROU  | 1    | 1      | 0     |
| FIN  | 1    | 0      | 0     |
| HUN  | 1    | 0      | 0     |
| QAT  | 1    | 0      | 0     |
| GBR  | 0    | 1      | 2     |
| GEO  | 0    | 1      | 1     |
| BLR  | 0    | 1      | 0     |
| KOR  | 0    | 1      | 0     |
| VEN  | 0    | 1      | 0     |
| CUB  | 0    | 0      | 1     |
| FRA  | 0    | 0      | 1     |
| GDR  | 0    | 0      | 1     |
| GER  | 0    | 0      | 1     |
| LTU  | 0    | 0      | 1     |
| MDA  | 0    | 0      | 1     |
| SWE  | 0    | 0      | 1     |
| TRI  | 0    | 0      | 1     |

Meervoudige medaillewinnaars
| Succesvolste                                               | Meervoudige                                                                           |
| ---------------------------------------------------------- | ------------------------------------------------------------------------------------- |
| 2-0-0 / Akakios (Kakhi) Kakhiashvilis 1-0-1 Aleksej Petrov | 0-2-0 Szymon Kołecki 0-1-1 Khadjimourad Akkaev 0-1-1 Louis Martin 0-1-1 Atanas Sjopov |

### Zwaargewicht I (m)
- 1980-1992: 90-100 kg
- 1996: 91-99 kg
| Editie | Goud | Goud                  | Zilver | Zilver           | Brons | Brons             |
| ------ | ---- | --------------------- | ------ | ---------------- | ----- | ----------------- |
| 1980   | TCH  | Ota Zaremba           | URS    | Igor Nikitin     | CUB   | Alberto Blanco    |
| 1984   | FRG  | Rolf Milser           | ROU    | Vasile Groapă    | FIN   | Pekka Niemi       |
| 1988   | URS  | Pavel Koeznetsov      | ROU    | Nicu Vlad        | FRG   | Peter Immesberger |
| 1992   | EUN  | Viktor Tregoebov      | EUN    | Timoer Taimazov  | POL   | Waldemar Malak    |
| 1996   | GRE  | Akakios Kakhiashvilis | KAZ    | Anatoli Khrapaty | UKR   | Denis Gotfrid     |

### Vedergewicht (v)
- 2000-2016 tot 53 kg
- 2020 tot 55 kg
| Editie | Goud | Goud                             | Zilver | Zilver              | Brons | Brons                |
| ------ | ---- | -------------------------------- | ------ | ------------------- | ----- | -------------------- |
| 2000   | CHN  | Yang Xia                         | TPE    | Li Feng-ying        | INA   | Winarni Binti Slamet |
| 2004   | THA  | Udomporn Polsak                  | INA    | Raema Lisa Rumbewas | COL   | Mabel Mosquera       |
| 2008   | THA  | Prapawadee Jaroenrattanatarakoon | KOR    | Yoon Jin-hee        | INA   | Raema Lisa Rumbewas  |
| 2012   | TPE  | Hsu Shu-ching                    | INA    | Citra Febrianti     | UKR   | Yulia Paratova       |
| 2016   | TPE  | Hsu Shu-ching                    | PHI    | Hidilyn Diaz        | KOR   | Yoon Jin-hee         |
| 2020   | PHI  | Hidilyn Diaz                     | CHN    | Liao Qiuyun         | KAZ   | Zoelfia Tsjinsjanlo  |

| Land | Goud | Zilver | Brons |
| ---- | ---- | ------ | ----- |
| TPE  | 2    | 1      | 0     |
| THA  | 2    | 0      | 0     |
| CHN  | 1    | 1      | 0     |
| PHI  | 1    | 1      | 0     |
| INA  | 0    | 2      | 1     |
| KOR  | 0    | 1      | 1     |
| BLR  | 0    | 0      | 1     |
| COL  | 0    | 0      | 1     |
| KAZ  | 0    | 0      | 1     |
| UKR  | 0    | 0      | 1     |

Meervoudige medaillewinnaars
| Succesvolste                                                     | Meervoudige        |
| ---------------------------------------------------------------- | ------------------ |
| 2-0-0 Hsu Shu-ching 1-1-0 Hidilyn Diaz 1-0-1 Zoelfia Tsjinsjanlo | 0-1-1 Yoon Jin-hee |

### Middengewicht (v)
- 2000-2016 tot 63 kg
- 2020 tot 64 kg
| Editie | Goud | Goud             | Zilver | Zilver            | Brons | Brons                |
| ------ | ---- | ---------------- | ------ | ----------------- | ----- | -------------------- |
| 2000   | CHN  | Chen Xiaomin     | RUS    | Valentina Popova  | GRE   | Ioanna Chatziioannou |
| 2004   | UKR  | Natalija Skakoen | BLR    | Hanna Batsiushka  | BLR   | Tatsiana Stukalava   |
| 2008   | PRK  | Pak Hyon-suk     | TPE    | Lu Ying-Chi       | CAN   | Christine Girard     |
| 2012   | CAN  | Christine Girard | BUL    | Milka Maneva      | MEX   | Luz Acosta           |
| 2016   | CHN  | Deng Wei         | PRK    | Choe Hyo-sim      | KAZ   | Karina Gorisjeva     |
| 2020   | CAN  | Maude Charron    | ITA    | Giorgia Bordignon | TPE   | Chen Wen-huei        |

| Land | Goud | Zilver | Brons |
| ---- | ---- | ------ | ----- |
| CAN  | 2    | 0      | 1     |
| CHN  | 2    | 0      | 0     |
| PRK  | 1    | 1      | 0     |
| UKR  | 1    | 0      | 0     |
| BLR  | 0    | 1      | 1     |
| TPE  | 0    | 1      | 1     |
| BUL  | 0    | 1      | 0     |
| ITA  | 0    | 1      | 0     |
| RUS  | 0    | 1      | 0     |
| GRE  | 0    | 0      | 1     |
| KAZ  | 0    | 0      | 1     |
| MEX  | 0    | 0      | 1     |

Meervoudige medaillewinnaars
| Succesvolste           | Meervoudige |
| ---------------------- | ----------- |
| 1-0-1 Christine Girard |             |

Athene 1896 · 
St. Louis 1904 · 
Antwerpen 1920 · 
Parijs 1924 · 
Amsterdam 1928 · 
Los Angeles 1932 · 
Berlijn 1936 · 
Londen 1948 · 
Helsinki 1952 · 
Melbourne 1956 · 
Rome 1960 · 
Tokio 1964 · 
Mexico-stad 1968 · 
München 1972 · 
Montréal 1976 · 
Moskou 1980 · 
Los Angeles 1984 · 
Seoel 1988 · 
Barcelona 1992 · 
Atlanta 1996 · 
Sydney 2000 · 
Athene 2004 · 
Peking 2008 · 
Londen 2012 · 
Rio de Janeiro 2016 · 
Tokio 2020 · 
Parijs 2024 · 
Los Angeles 2028 
Medaillewinnaars